# Dirk Janszoon Sweelinck
Pour les articles homonymes, voir Janszoon.
Dirck Janszoon Sweelinck, baptisé à Amsterdam le 26 mai 1591 et mort le 16 septembre 1652 dans la même ville, est un organiste et compositeur néerlandais, connu pour ses improvisations.

## Biographie
Il était le fils et l’élève de Jan Pieterszoon Sweelinck et, après le décès de ce dernier en 1621, ne devint son successeur, en tant qu'organiste de l’Oude Kerk (Vieille église) d'Amsterdam, qu'après que le poste eut été offert en vain à l’aveugle Pieter Alewijnszoon de Vois, un autre élève de son père. Dirck Janszoon Sweelinck y continua, jusqu'à sa mort, les fameux concerts et les improvisations où l'art de la variation jouait un si grand rôle ; après sa mort, il y eut comme successeur Jacob van Noordt.
En janvier 1645, il fut sévèrement réprimandé par les autorités ecclésiastiques pour avoir célébré à l'ancienne la fête de Noël à l'Oude Kerk, à laquelle avaient été invités de nombreux « papistes » ; ceci fait resurgir la vieille question de savoir si les Sweelinck se sont, oui ou non, convertis au protestantisme.
On le compte parmi les membres du fameux cercle de Muiden autour duquel le châtelain Pieter Corneliszoon Hooft rassembla des amis partageant les mêmes passions artistiques et littéraires.  D'autres compositeurs associés à ce cercle étaient Joan Albert Ban et l'organiste Cornelis Helmbreecker.
Dirck Janszoon Sweelinck ne se serait jamais marié.  Le compositeur de musique d’orgue Anthoni van Noordt fut l'un de ses élèves.

## Œuvres

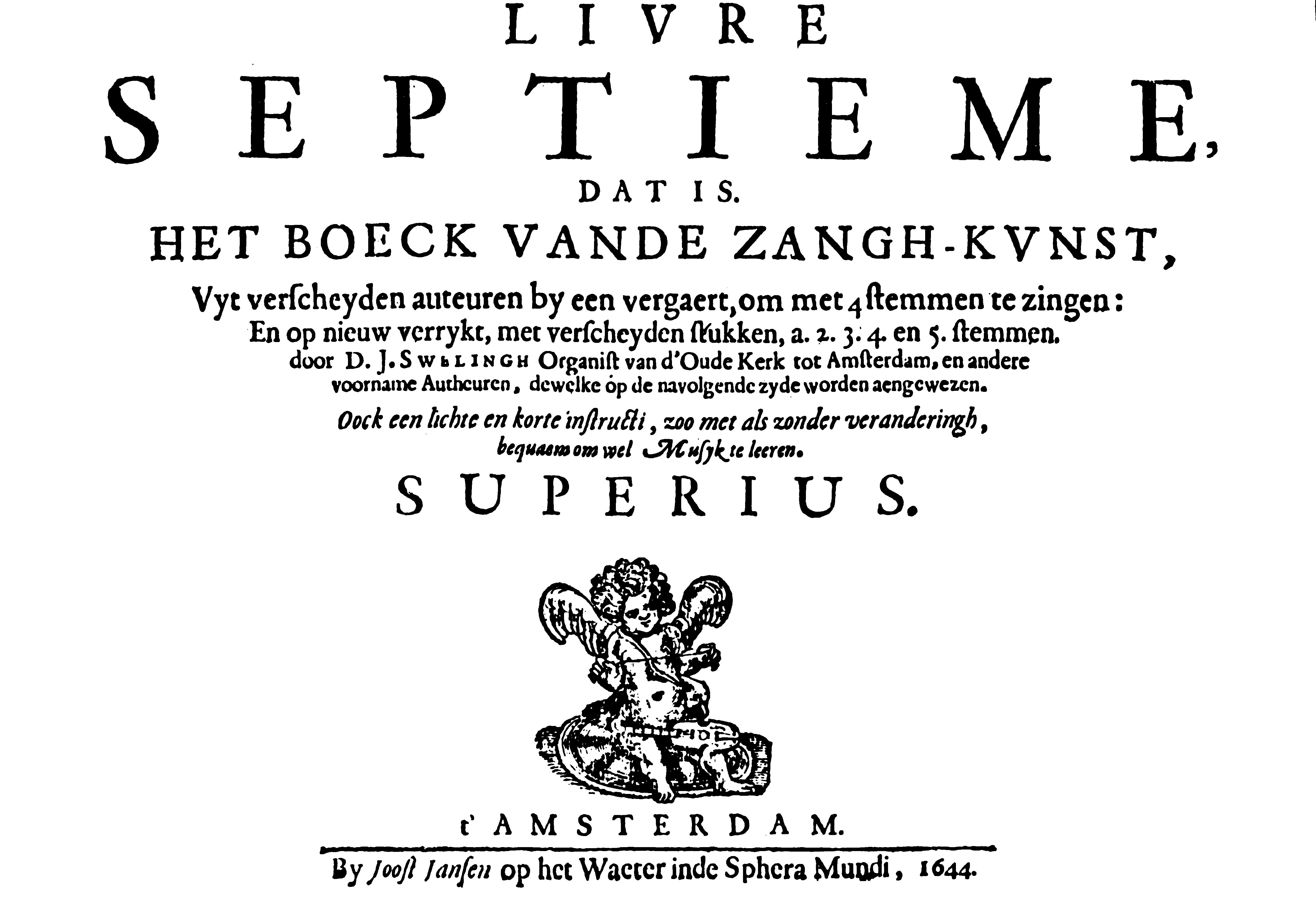
Page de titre de la partie du superius de l’édition amstellodamoise de 1644 du Livre Septième, édité par Dirck Janszoon Sweelinck et publié par Joost Jansen.

En 1644, Dirck Janszoon Sweelinck est l’éditeur d’une réédition révisée et augmentée - la seule dont on possède un exemplaire complet - du célèbre Livre Septième (RISM 16443), pour lequel il composa vraisemblablement quelques chansons néerlandaises.  On connaît de ce recueil une réédition publiée à Amsterdam vers 1657, dont on ne conserve qu'une copie incomplète, comprenant la partie de basse et celle de la basse continue.  Elle contient les seules compositions musicales dont l’attribution est certaine : il s'agit de quatre chansons pour deux à cinq voix sur des paroles néerlandaises, dont Cecilia Liedt, So droegh Kleopatra sur des paroles de Vondel, et le canon à trois voix Oculos non vidit (celle-ci et une autre pièce ont été éditées par B. van den Sigtenhorst Meyer à Amsterdam, sine date).
Frits Noske lui attribue des variations pour clavier (orgue ou clavecin) sur l'hymne luthérien Wie schön leuchtet der Morgenstern (D-Bsb, éd. dans EMN, xvi, 1991) ; si cette pièce est sans nul doute l’œuvre d’un élève de Jan Pieterszoon Sweelinck, la question de la paternité reste toutefois en suspens.  Cet arrangement à quatre parties et pour instruments est quasiment identique à une composition vocale intitulée – en néerlandais – Hoe schoon lichtet de morghen ster, publiée dans la réédition citée ci-dessus du Livre Septième où Dirck Janszoon Sweelinck est mentionné comme son compositeur.
En outre, on lui attribue la mise en musique des reien : les chansons de la pièce de théâtre Gijsbrecht van Aemstel de Joost van den Vondel.